# Deadkidsongs
Deadkidsongs är det svenska rockbandet Kid Downs andra EP, utgiven 2005 på Atenzia Records.

## Låtlista
1. "We'll Make It Away"
2. "Nothing More, Just a Lie"
3. "Reality Through a Telescope"
4. "Portrait of a Young Man"

### Fotnoter
1. ↑  ”Kid Down”. Svensk mediedatabas. Arkiverad från originalet den 3 mars 2016. https://web.archive.org/web/20160303103336/http://smdb.kb.se/catalog/search?q=kid+down+typ%3Afonogram&sort=OLDEST. Läst 1 maj 2012.